# Diguillín (província)
A Província de Diguillín é uma das províncias do Chile localizada na região de Ñuble. A área da província é de 5.229,5 km² com uma população de 	321.210 habitantes. Sua capital é a cidade de Bulnes.
Limita-se ao norte com as Províncias de Itata e de Punilla; a leste com a Argentina; a sul com a província de Biobío e a oeste com a província de Concepción, na Região de Bío-Bío.

## Comunas
A província está dividida em 9 comunas:
- Bulnes
- Chillán
- Chillán Viejo
- El Carmen
- Pemuco
- Pinto
- Quillón
- San Ignacio
- Yungay